# Geoffroy de Montalembert
Pour les autres membres de la famille, voir Famille de Montalembert.
Geoffroy de Montalembert, né le 10 octobre 1898 à Annappes et mort le 2 mars 1993 à Neuilly-sur-Seine, est un homme politique français. 
Sa carrière politique est marquée par sa longévité (68 ans). Il a été élu dans deux départements (Nord et Seine-Maritime) et a été parlementaire sous quatre régimes politiques (Troisième République, Régime de Vichy, Quatrième République et Cinquième République).

## Biographie

### Famille

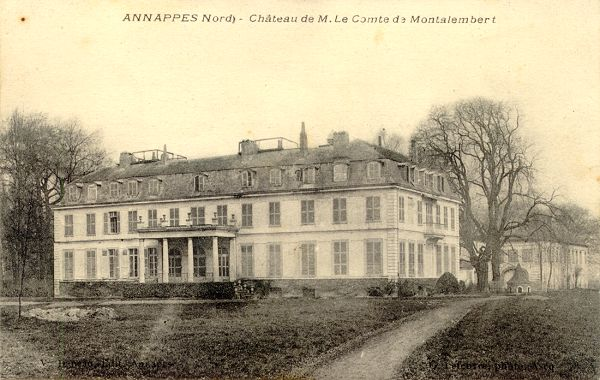
Château de Brigode à Annappes.

Geoffroy avait des prédispositions familiales pour faire une carrière politique importante.
Son arrière-grand-père, le baron Marc-René de Montalembert (1777-1831), fut nommé pair de France à titre héréditaire en mars 1819 par Louis XVIII.
Son grand-oncle, Charles de Montalembert (1810-1870), fut pair de France, député et membre de l'Académie française.
Son père, Geoffroy de Montalembert (1850-1926), fut maire d'Annappes, conseiller général de Lannoy et député.
Sa mère, Marie-Thérèse de Maurès de Malartic de Brigode (1857-1913), avait été adoptée en 1868 par son oncle, le comte Humbert de Clercy, et sa tante née Noémie de
Brigode. Les Brigode possédaient une importante fortune foncière autour du village d'Annappes où se trouvait leur château.
En 1972, il vendra la ferme Delporte à la mairie de Villeneuve-d'Ascq près de la route de Tournai (rue des Fusillés).

### Enfance et jeunesse
Il est considéré comme un enfant fragile, constamment surveillé, entouré et choyé au sein du château familial. Adulte, il se révélera pourtant d'une très bonne santé.
Geoffroy passe toutes les vacances de son enfance dans le château d’Arnouville à Ermenouville en Normandie, propriété de sa mère qui le tenait de la famille de Clercy.
Il poursuit ses études au collège Saint-Joseph de Lille.
Pendant la Première Guerre mondiale, il est décoré de la Croix de guerre et de la médaille des évadés.

### Carrière politique
Son père lui cède sa place de maire d'Annappes en 1925. Il est ensuite élu conseiller d’arrondissement en 1928 mais battu aux élections cantonales de 1931 à Lannoy.
En 1926, à quelques jours d’intervalle, meurent son père puis sa première épouse. En avril 1929, il épouse Odile de Wendel, fille de François de Wendel, industriel et homme politique. À la suite de ses drames familiaux et de ses échecs politiques dans le Nord, il part pour la Normandie où il exploite une propriété agricole.
Il prend part à la campagne du candidat de la droite dans la circonscription d’Yvetot (Seine-Maritime) lors des élections législatives de 1932 et est élu maire d'Ermenouville en 1935. Grâce à de nombreux appuis dont celui de son beau-père, il est élu député d’Yvetot en 1936 et rejoint le groupe de la Fédération républicaine.
On raconte que même en période de session, Montalembert, qui possédait un chauffeur et un appartement à Paris, passait tous les weekends en Normandie.
Le 10 juillet 1940, il vote pour donner les pleins pouvoirs à Philippe Pétain. Il s'engage par la suite néanmoins dans la Résistance.
Il est emprisonné trois jours à la prison Bonne-Nouvelle pour avoir refusé de désigner des requis.
Après la Libération, Geoffroy de Montalembert rejoint le Parti républicain de la liberté et entre au Conseil de la République en décembre 1946. Au renouvellement du Conseil de la République de 1948, il dirige une liste présentée par le Rassemblement du peuple français. Réélu, il rejoint le groupe gaulliste du Conseil de la République. Il sera réélu en 1952 sur une liste qu’il a constituée avec des gaullistes et des personnalités agricoles indépendantes. Lorsque le Rassemblement du peuple français cesse ses activités parlementaires, Geoffroy passe au groupe des Républicains sociaux. Le 8 juin 1958, Montalembert est second sur une liste de Roger Houdet d’union avec les indépendants.
Montalembert est vice-président du Comité consultatif constitutionnel pendant l’été 1958, il participe à la réhabilitation du Sénat où il est élu en 1959 et réélu en 1968 sur une liste commune avec les indépendants de Roger Houdet. De 1958 à 1962, il exerce en outre la fonction de vice-président du Sénat. Dans la nuit du 17 ou 18 janvier 1962, un attentat de l'OAS vise l'immeuble où il réside.
Il est réélu sénateur en 1977 et en 1986 sur une liste d'union de la droite. Il adhère pendant ce temps aux groupes gaullistes successifs du Sénat. Il occupera les postes de vice-président du Sénat, vice-président de la commission des finances, du contrôle budgétaire et des comptes économiques de la Nation, secrétaire de la commission des finances, du contrôle budgétaire et des comptes économiques de la Nation et vice-président d'honneur de la commission des finances, du contrôle budgétaire et des comptes économiques de la Nation. Il est le doyen d'âge du Sénat sur ses dernières années d'exercice de son mandat parlementaire.

## Distinctions
- Croix de guerre 1914-1918
- Médaille des évadés

## Orientations politiques
Tout au long de sa carrière, Montalembert a défendu des idées proches des traditions de la droite : patriotisme, pouvoir respecté incarné dans un homme fort (Clemenceau, Poincaré, de Gaulle), sauvegarde des intérêts nationaux par un État fort, respect de la religion catholique et des traditions, défense du libéralisme économique.
À propos des successives étiquettes partisanes qui avaient été les siennes, Geoffroy de Montalembert répondait que « si les noms de parti avaient changé [ses] convictions étaient restées identiques ».

## Synthèse des mandats électifs

### Mandats locaux
- Maire d'Annappes de 1925 à 1935
- Maire d'Ermenouville de 1936 à 1993

### Mandats nationaux
- député de la Seine-Inférieure de 1936 à 1942
- conseiller de la République puis sénateur de la Seine-Inférieure de 1946 à 1958
- sénateur de la Seine-Maritime de 1958 à 1993